# ジャクリーン・ケネディ物語
『ジャクリーン・ケネディ物語』（原題：Jacqueline Bouvier Kennedy）は、アメリカ合衆国で製作され1981年10月14日に放送されたテレビ映画。ジャクリーン・ケネディ・オナシスの生涯を描いた伝記作品で、ジャクリーン・スミスが主演した。
製作スタッフは、当時のジャクリーンが『チャーリーズ・エンジェル』でのイメージが強かっため起用を渋ったというが、放送はジャクリーンの起用により注目を集め、その演技は1982年のゴールデングローブ賞にノミネートされた。

## キャスト
| 役名                       | 俳優                       | 日本語吹替   | 日本語吹替      |
| 役名                       | 俳優                       | テレビ朝日版 | NHK-BS2版       |
| -------------------------- | -------------------------- | ------------ | --------------- |
| ジャクリーン・ケネディ     | ジャクリーン・スミス       | 水沢アキ     | 高島雅羅        |
| ジョン・F・ケネディ        | ジェームズ・フランシスカス | 寺田農       | 磯部勉          |
| ブラックジャック           | ロッド・テイラー           | 近藤洋介     | 中村正          |
| ジョセフ・P・ケネディ      | ステファン・エリオット     |              |                 |
| ジャネット・リー・ブービエ | クローデット・ネビンズ     |              | 沢田敏子        |
| ヒュー・オーキンクロス     | ドナルド・モファット       |              |                 |
| ジョン・ハステッド         | ジョゼフ・チャップマン     |              |                 |
| その他                     | N/A                        | N/A          | 小林修 塚田正昭 |

- テレビ朝日版：初回放送1983年9月29日『炎の女シリーズ』の一環として放送。
- NHK-BS2版：初回放送1992年4月6日『JFKスペシャル』の一環として放送[3][4]。

## スタッフ
- 監督：スティーヴン・ゲザース
- 製作：ルイス・ルドルフ
- 脚本：スティーヴン・ゲザース
- 撮影：イシドア・マンコフスキー
- 音楽：ビリー・ゴールデンバーグ

日本語版 
※NHK-BS2版
- 演出：蕨南勝之
- 翻訳：たかしまちせこ
- プロデューサー：石経昭
- 製作：テレシス